# Eberlanzia (botanique)
Genre
Classification phylogénétique
Eberlanzia Schwantes est un genre de plante de la famille des Aizoaceae.
Eberlanzia Schwantes, in Z. Sukkulentenk. 2: 189 (1926)
Type : Eberlanzia clausa (Dinter) Schwantes (Mesembryanthemum clausum Dinter)

## Liste des espèces
- Eberlanzia aculeata Schwantes
- Eberlanzia albertensis (L.Bolus) L.Bolus
- Eberlanzia armata (L.Bolus) L.Bolus
- Eberlanzia clausa Schwantes
- Eberlanzia cradokensis Schwantes
- Eberlanzia cyathiformis (L.Bolus) H.E.K.Hartmann
- Eberlanzia dichotoma (L.Bolus) H.E.K.Hartmann
- Eberlanzia disarticulata (L.Bolus) L.Bolus
- Eberlanzia divaricata (L.Bolus) L.Bolus
- Eberlanzia ebracteata (L.Bolus) H.E.K.Hartmann
- Eberlanzia ferox (L.Bolus) L.Bolus
- Eberlanzia globularis (L.Bolus) L.Bolus
- Eberlanzia gravida (L.Bolus) H.E.K.Hartmann
- Eberlanzia horrescens (L.Bolus) L.Bolus
- Eberlanzia horrida (L.Bolus) L.Bolus
- Eberlanzia hospitalis Schwantes
- Eberlanzia intricata Schwantes
- Eberlanzia macroura (L.Bolus) L.Bolus
- Eberlanzia micrantha Schwantes
- Eberlanzia mucronifera Schwantes
- Eberlanzia munita (L.Bolus) Schwantes
- Eberlanzia parvibracteata (L.Bolus) H.E.K.Hartmann
- Eberlanzia persistens (L.Bolus) L.Bolus
- Eberlanzia puniens (L.Bolus) L.Bolus
- Eberlanzia schneideriana (A.Berger) H.E.K.Hartmann
- Eberlanzia sedoides Schwantes
- Eberlanzia spinosa Schwantes
- Eberlanzia stylosa (L.Bolus) L.Bolus
- Eberlanzia tatasbergensis L.Bolus
- Eberlanzia triticiformis (L.Bolus) L.Bolus
- Eberlanzia vanheerdei L.Bolus
- Eberlanzia vulnerans (L.Bolus) L.Bolus